# Higgins Nunatak
Higgins Nunatak är en nunatak i Antarktis. Den ligger i Västantarktis. Chile gör anspråk på området. Toppen på Higgins Nunatak är 802 meter över havet, eller 38 meter över den omgivande terrängen. Bredden vid basen är 2,9 km.
Terrängen runt Higgins Nunatak är platt åt sydost, men åt nordväst är den kuperad. Trakten är obefolkad. Det finns inga samhällen i närheten. 